# Пампос Піттас
Харалампос "Пампос" Піттас (грец. Χαράλαμπος "Πάμπος" Πίττας, нар. 26 липня 1966, Лімасол) — кіпрський футболіст, що грав на позиції захисника.
Виступав, зокрема, за клуби «Аполлон» та АЕЛ, а також національну збірну Кіпру.
Дворазовий чемпіон Кіпру. Дворазовий володар Кубка Кіпру.

## Клубна кар'єра
У дорослому футболі дебютував 1986 року виступами за команду «Аполлон», у якій провів шістнадцять сезонів, взявши участь у 342 матчах чемпіонату. Більшість часу, проведеного у складі лімасольського «Аполлона», був основним гравцем захисту команди.
У 2002 році перейшов до клубу АЕЛ, за який відіграв 3 сезони. Завершив професійну кар'єру футболіста виступами за команду АЕЛ у 2005 році.

## Виступи за збірну
У 1987 році дебютував в офіційних матчах у складі національної збірної Кіпру.
Загалом протягом кар'єри в національній команді, яка тривала 13 років, провів у її формі 82 матчі, забивши 7 голів.

## Титули і досягнення
- Чемпіон Кіпру (2):

«Аполлон»: 1990-1991, 1993-1994
- Володар Кубка Кіпру (2):

«Аполлон»: 1991-1992, 2000-2001